# Eva Nyström (triatleta)
Eva Nyström (Piteå, 25 dicembre 1977) è una triatleta svedese.
È stata vicecampionessa del Wintertriathlon 2006 e due volte campionessa del mondo di duathlon sulla lunga distanza nel 2012 e 2013. È anche campionessa del mondo di nuoto, vincendo l'Ötillö nella categoria mista nel 2016 e 2017.